# Maciej Czyżowicz
Maciej Tomasz Czyżowicz (ur. 28 stycznia 1962 w Szczecinie) – polski pięcioboista nowoczesny, złoty medalista olimpijski.

## Życiorys
W 1981 roku ukończył liceum ogólnokształcące, a potem dwuletnie Studium Medycznego w Zielonej Górze (technik fizjoterapeuta). Trzykrotny olimpijczyk (1988, 1992, 1996). Największy sukces odniósł na olimpiadzie w Barcelonie w 1992, gdzie wraz z Arkadiuszem Skrzypaszkiem i Dariuszem Goździakiem zdobył złoty medal olimpijski w klasyfikacji drużynowej.
Siedmiokrotny medalista mistrzostw świata: 1990 – 3. miejsce w drużynie, 1991 – 2. miejsce w drużynie i 2. miejsce w sztafecie, 1994 – 2. miejsce w sztafecie, 1995 – 1. miejsce w sztafecie i 3. miejsce w drużynie, 1996 – 1. miejsce w sztafecie. Wicemistrz Europy indywidualnie w 1991 roku.
W 1985 i 1997 zdobył tytuł mistrza Polski w pięcioboju nowoczesnym. W 1991 wywalczył także brązowy medal mistrzostw Polski w szermierce – w szpadzie drużynowo.
Zawodnik Lumelu Drzonków Zielona Góra i Gaz Polski Drzonków w latach 1978–2000.